# 1805 en musique
| \| • Retour à la chronologie générale de la musique populaire • \| |
| XXIe siècle • XXe siècle • XIXe siècle • XVIIIe siècle XVIIe siècle • XVIe siècle • XVe siècle • XIVe siècle XIIIe siècle • XIIe siècle • XIe siècle • Xe siècle IXe siècle • VIIIe siècle • Haut Moyen Âge • Rome • Grèce |
| • Retour à la chronologie générale de la musique populaire • |

| • Retour à la chronologie générale de la musique populaire • |

| Années de la musique populaire : 1802 - 1803 - 1804 - 1805 - 1806 - 1807 - 1808    |
| Décennies de la musique populaire : 1770 - 1780 - 1790 - 1800 - 1810 - 1820 - 1830 |

## Événements
- Début de la publication du Des Knaben Wunderhorn (Le Cor merveilleux de l’enfant), recueil d'environ mille chants populaires (Volkslieder) germaniques,  par Clemens Brentano et Achim von Arnim ; la publication en trois volumes s'étend jusqu'en 1808.
- Publication de Original Ditties for the Nursery, qui contient notamment la comptine Tweedledum et Tweedledee.
- Le goguettier parisien et bronzier André-Antoine Ravrio publie la chanson La rue des Bons-Enfants.
- Le chansonnier et goguettier parisien Pierre-Yves Barré est mandé au camp de Boulogne, installé en vue d'un débarquement en Grande-Bretagne, pour distraire les officiers de l'armée[1].

## Naissances
- 22 février : Sarah Flower Adams, poétesse britannique, auteur de l'hymne Plus près de toi, mon Dieu († 14 août 1848).
- 26 avril : Charles Colmance, chansonnier et goguettier français († 12 septembre 1870).
- 17 juin : Christian Friedrich Ludwig Buschmann, fabricant d'instruments de musique allemand, souvent crédité (à tort) de l’invention de l’harmonica († 1er octobre 1864).

## Décès
- 23 juillet : Joseph-Alexandre, vicomte de Ségur, poète, chansonnier et  goguettier (†° 1756).